# Erebia gracilis
Erebia gracilis är en fjärilsart som beskrevs av Goltz 1930. Erebia gracilis ingår i släktet Erebia och familjen praktfjärilar. Inga underarter finns listade i Catalogue of Life.